# Nagy-Kapela
A Nagy-Kapela (horvátul: Velika Kapela) a Dinári-hegység egyik hegylánca Horvátország északnyugati részén. A Kapela-hegység északnyugati részét képezi.

## Fekvése
Nyugaton Gorski kotar keleti részétől, keleten a Kis-Kapeláig és Likáig, északon az Ogulini-völgységig, délen pedig a Vinodoli tengermellékig terjed, ahol a legszűkebb hegyi küszöböt képezi a kontinentális Pannónia és a Földközi-tenger partvidéke között. A Nagy-Kapelát délen a Vratnik-hágó választja el a Velebit-hegységtől, délkeleten pedig a Kapela-hágó a Kis-Kapelától.

## Éghajlata
A Nagy-Kapela területén három éghajlati típus váltakozik. Északon, az Ogulini-völgy területén a kontinentális éghajlat uralkodik, a központi hegylánc területén hegyvidéki, szubalpin az éghajlat, délen az Adriai-tenger partján (Klenovica-Senj szakasz) pedig a mediterrán, szubmediterrán éghajlat uralkodik. Egész évben heves esőzések vannak, télen pedig sok a hó és a köd.

## Nevének eredete
A Kis- és a Nagy-Kapela a Plješivicával együtt egykor sűrű erdővel benőtt terület volt. Régi nevük Gvozd-hegység volt, ami az ószláv nyelvben erdőt jelent. Sokáig a Gvozd képezte a határt a régi Horvátország és Szlavónia között. Itt, a csendes és sűrű ősi fenyvesek, bükkösök és juharerdők között állt egy Szent Miklósnak szentelt kápolna, amelyről később a hely a Gluha Kapela nevet kapta (ez a név a haditanács 1655-ös jelentésében szerepel először). Ehhez hasonlóan valószínű, hogy a hegylánc a jelenlegi nevét is egy (valószínűleg pálos) kápolnáról kapta, mely a hegyszoros közelében állt. Egyébként a Kulpa, a Korana és a Glina folyók közötti hegyvidéket is Gvozdnak nevezték, majd az itt elesett Svačić Péter királyról később Petrova gorának, azaz Péter hegyének neveztek el. Egyébként a Gvozd név eredete is kétségeket ébreszt, mert egyesek úgy értelmezik, hogy az erdő ószláv nevéből származik, míg mások hajlamosabbak társítani a vashoz, amint azt a Kapela korábbi latin neve (Alpae ferrae) is jelzi.

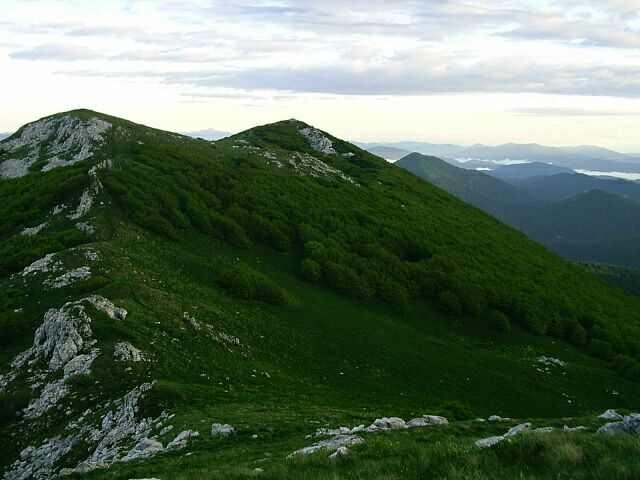
A Bjelolasica gerince

## Leírása
A Nagy-Kapela tömbje a Kapela-hegység magasabb, északnyugati része. Átnyúlik a Gorski kotar déli részére, keleti része pedig már átmeneti övezetet képez Lika felé, délkeleten pedig a Velebit-hegység felé. A Nagy-Kapelát követően a központi Dinári övezet két részre oszlik. A nyugati rész a Velebit-hegységen keresztül folytatódik, a keleti ág pedig a Kis-Kapela és Lička Plješivica láncolatába csatlakozik.
A Nagy-Kapela masszívumán belül északnyugat-délkeleti irányban több hegygerinc található karsztos mélyedésekkel elválasztva, amelyek közül a legmagasabb a Kapela központi hegylánca a Bjelolasica-heggyel (Kula, 1534 m), amely a Gorski kotar egészének a legmagasabb hegye. A többi hegygerinc a keleti, a déli és a nyugati, amelyektől még nyugatabbra, a Fiumei-öböl és a Vinodol-csatorna felett húzódik a Liburn-karszt gerince. Az egész területet szinte teljes egészében sűrű erdők borítják, kivételt csak néhány alacsonyabb fekvésű mező és völgy, valamint néhány hegycsúcs jelent. A terület nagyon ritkán lakott, a nagyon erős esőzések ellenére felszíni vízfolyások nélkül.

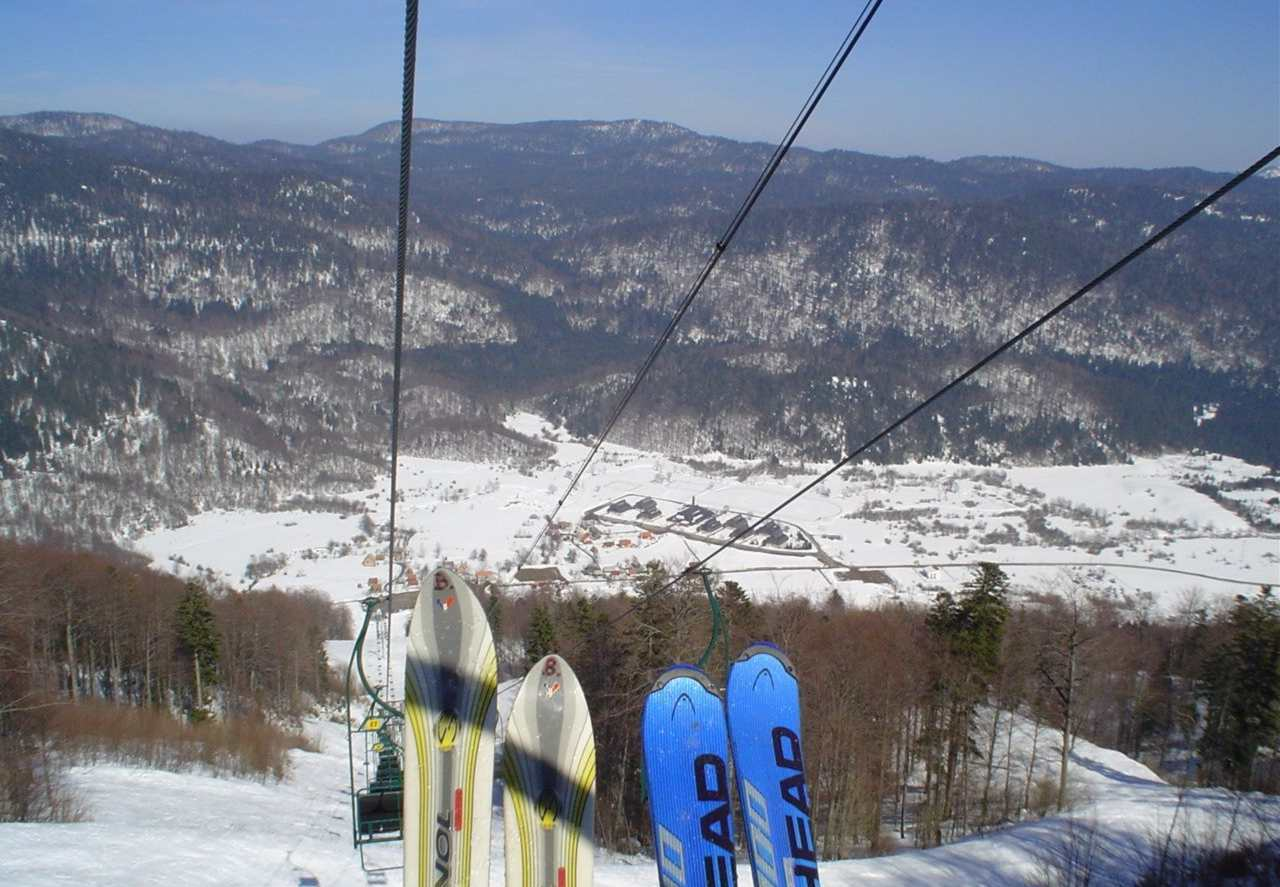
Sífelvonó a Bjelolasicán

A keleti hegylánc jelentősebb csúcsai a Bijela kosa (1289 m), a Mirkovica (1286 m), a Smolnik (1219 m) és a Klek (1181 m).
A középső hegylánc két részből, a Bjelolasicai és a Javornicai vonulatból áll. A Bjelolasicai vonulat jelentősebb csúcsai a Višnjevica (1367 m), a Bjelolasica (1534 m), a Debeli vrh (1157 m) és a Crni vrh (1102 m). A Javornicai vonulat jelentősebb csúcsai a Čelimbaša (1089 m), a Maj vrh (1269 m), a Crna kosa (1223 m), a Samarske stijene (1302 m), a Bijele stijene (1335 m), a Velika Javornica (1375 m), a Stalak (1129 m), a Mala Javornica (1103 m) és a Debeli vrh (1157 m).
A nyugati hegylánc jelentősebb csúcsai a Burni Bitoraj (1385 m), a Viševica (1428 m) és a  Veliki Smolnik (1279 m).
A déli hegylánc jelentősebb csúcsai a Ričičko bilo (1286 m), a Kolovratske stijene (1091 m) és az Alino bilo (1120 m).
A Liburn-hegylánc jelentősebb csúcsai a Medviđak (1027 m), a Kobiljak (1119 m), a Kanculova glava (1120 ) és a Zagradski vrh (1187 m).

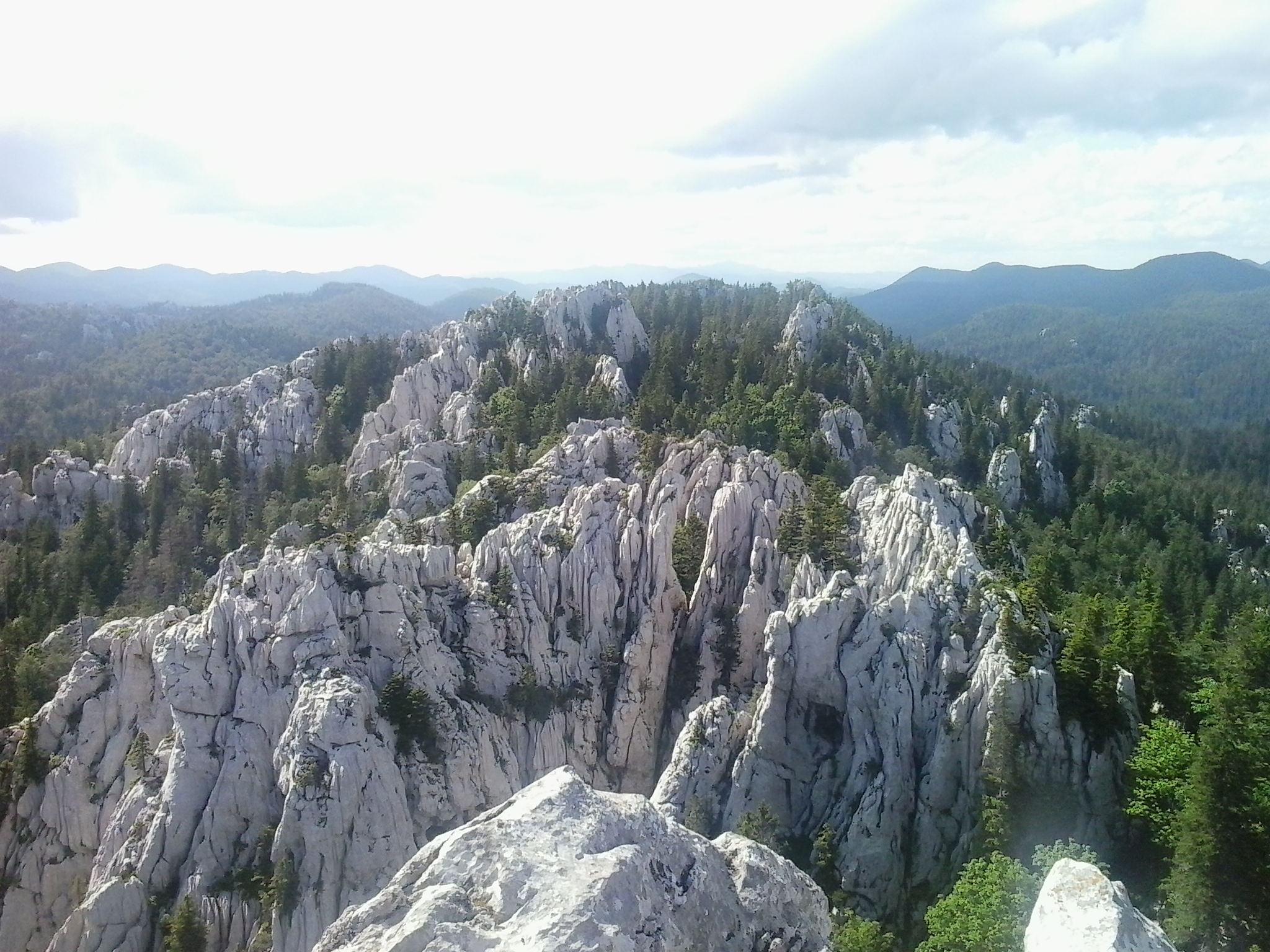
A Bijele stijene sziklái

A Nagy-Kapela területén számos természetvédelmi terület található, amelyek közül a legismertebbek a Bijele és Samarske stijene természetvédelmi terület és az Ogulin városa feletti Klek.

## Növényvilága
A növényvilág sokfélesége a déli partvidéki növényzettől (Vinodol), az alpesi vagy magashegyi növényeken át (Bjelolasica) az északi, kontinentális növényekig (Ogulin-völgy) terjed. Különösen gazdag növényvilággal rendelkezik a karsztos jellegű Samarska és Bijela stijena természetvédelmi terület.

## Állatvilága
A hegység állatvilága sokféle, a ragadozóktól (farkasok, medvék, hiúzok és sasok) kezdve a zergékig, a szarvasokig, az őzekig, a fajdfélékig és más vadon élő állatokig terjed.

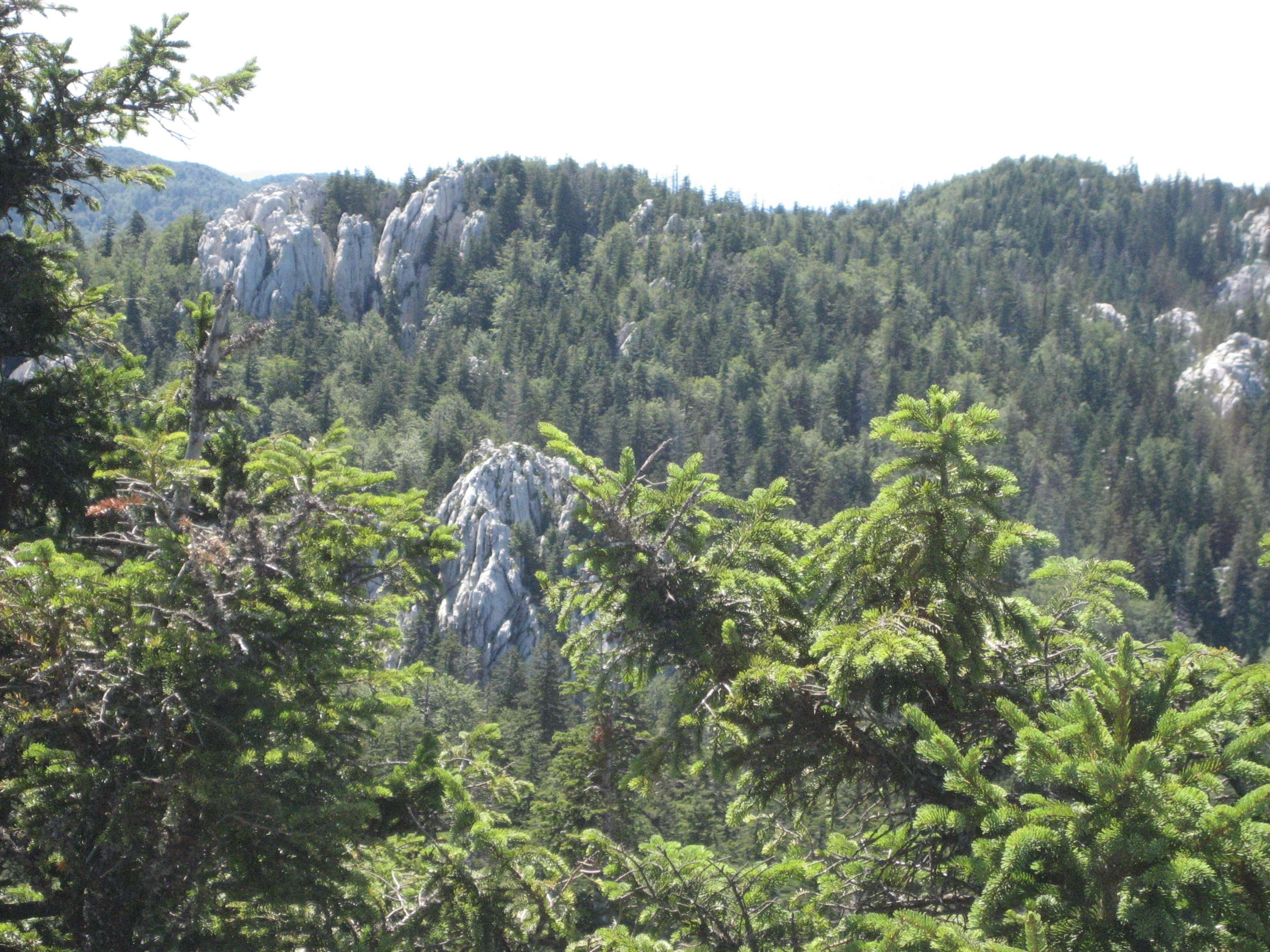
Samarske stijene

## Turizmus
A helyi vendéglátás meglehetősen kihasználatlan kapacitásokkal rendelkezik a hegyi turizmus számára. Az egykori „Bjelolasica Horvát Olimpiai Központ” még nem épült fel teljesen a 2011-es tűzvész okozta károkból. A nyugati Mrkopaljtól az északkeleti Ogulinig azonban számos magánház található, amelyek a túrázóknak, a síelőknek, a hegymászóknak és a békés természetet kereső turistáknak nyújtanak szállást.

## Galéria
- Samarske és Bijele stijene
- Samarske és Bijele stijene
- Bijele stijene
- Bijele stijene
- Bijele stijene
- Bijela stijene
- Bijele stijene
- Bijele stijene
- Klek
- Klek
- Klek
- A Klek Ogulin felett